# St. Pius (Ingolstadt)

Außenraum

St. Pius ist eine katholische Pfarrkirche im Piusviertel im Nordwesten der Stadt Ingolstadt und wurde von 1957 bis 1958 nach den Plänen des Ingolstädter Architekten Josef Elfinger errichtet. Kirchenpatron ist der 1954 heiliggesprochene Papst Pius X.

## Geschichte und Architektur

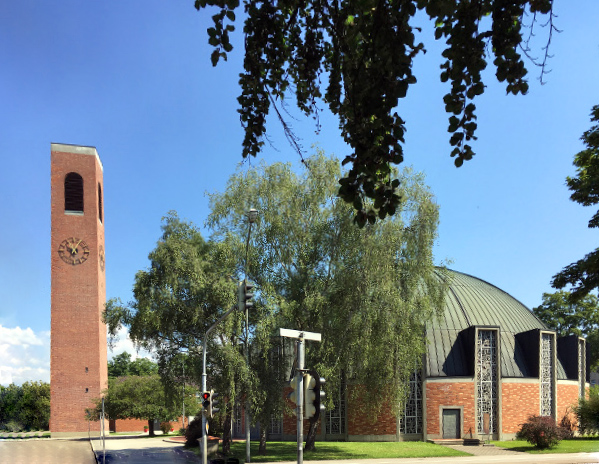
Außenansicht

Die Kirche wurde am 31. August 1958 durch den damaligen Eichstätter Bischof Joseph Schröffer eingeweiht.
Die dazugehörige Pfarrei war mit rund 11.000 Katholiken 1999 die größte des Bistums Eichstätt. 2017 waren es nur noch knapp 7000 Katholiken.
Charakteristisch ist die niedrige, runde Bauform in Kombination mit einer halbkugelförmigen Kuppel.
Die Glasfenster wurden von Max Wendl geschaffen.

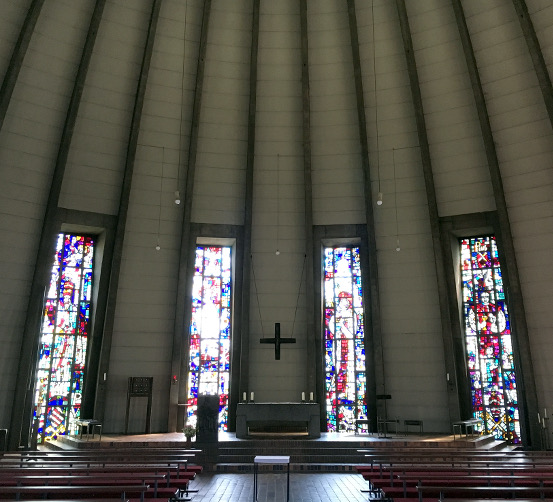
Innenansicht

Der Glockenturm von 32 m Höhe wurde als freistehender Campanile an der Straße errichtet; die Einweihung der Glocken fand am 8. Dezember 1963 statt. Das fünfstimmige Geläut, gegossen von Friedrich Wilhelm Schilling erklingt in der Tonfolge d1, e1, g1, a1 und h1.

## Baudenkmal
Pfarrzentrum, Kirche und Glockenturm stehen unter Denkmalschutz und sind im Denkmalatlas des Bayerischen Landesamtes für Denkmalpflege und in der Liste der Baudenkmäler in Ingolstadt eingetragen.